# George (žirafa)
George byl samec žirafy masajské od roku 1959 chovaný v zoologické zahradě Chester, známý především jako nejvyšší změřený savec všech dob (měřil při vzpřímeném krku 5,8 metrů).

## Život

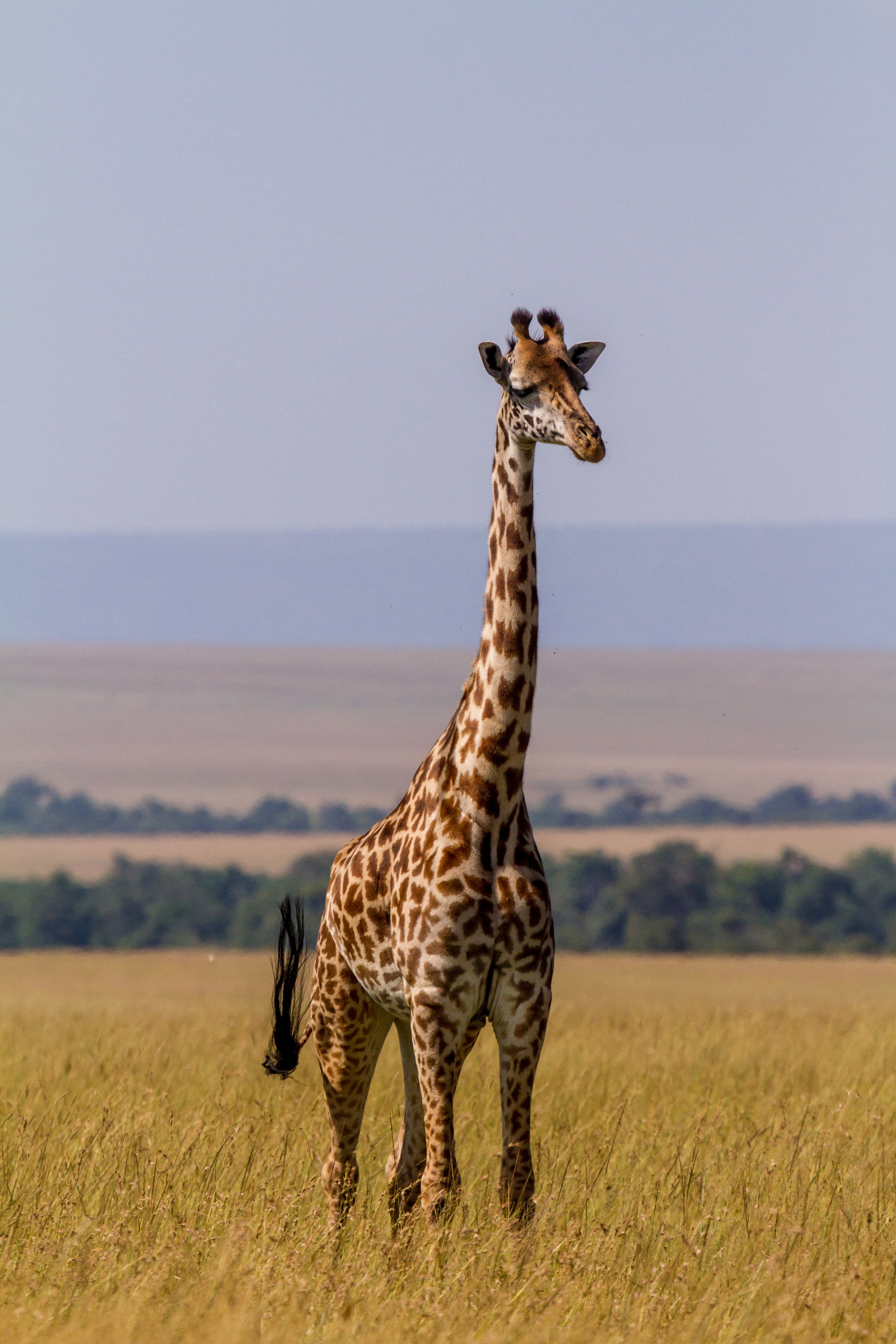
Žirafa masajská

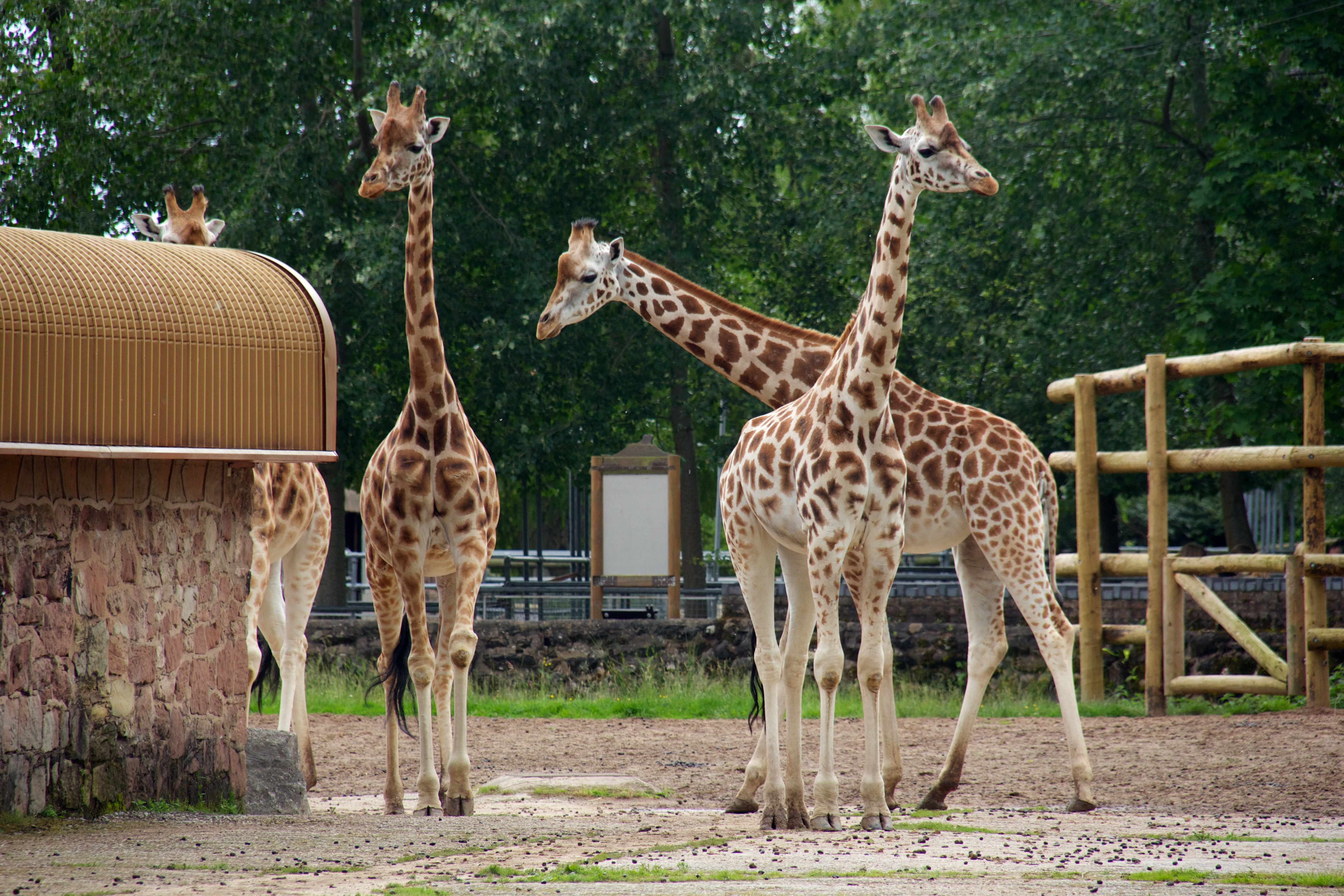
Žirafy v Zoo Chester

George pocházel z Keni (tou dobou Kolonie a Protektorát Keni), byl příslušníkem druhu žirafa masajská, pro něhož jsou typické zubaté hranaté skvrny čokoládové barvy. V osmnácti měsících byl převezen do britské Zoo Chester, kde žil od 8. ledna roku 1959. Pokud mu tedy tou dobou bylo 18 měsíců, musel se narodit v červenci nebo na konci června roku 1957.
V zoo se proslavil nejen svou impozantní výškou, ale také hravostí a interakcí s návštěvníky zoo (dle ošetřovatelů to byl jejich oblíbenec). Údajně ohýbal krk a sbíral jim klobouky z hlav. Měl veselou a milou a prý také trochu „drzou“ povahu. Ošetřovatelé se o něj prý starali velice vzorně, měl výživnou potravu a dostatek prostoru pro pohyb a podnikal mnoho zajímavých aktivit.
George se stal oblíbeným obyvatelem zoo a byl známý nejen v Chesteru, nýbrž po celém světě.
Dožil se, v závislosti na datu narození, jedenácti či dvanácti let, zemřel 22. července 1969. To je na žirafu relativně málo, neboť se tito sudokopytníci běžně dožívají 10-15 let, v zajetí 20-25 let.

## Rekord
Když George nastoupil do zoo, měřil 19 stop, tedy přibližně 5,8 metru. Toto je také údaj zapsaný v Guinnessově knize rekordů a pochází z 22. července 1969, dne Georgova úmrtí. Některé zdroje však uvádějí, že za svůj život v zoo vyrostl o celou jednu stopu, na nějakých 6,1 metru (např. Zoo Chester tvrdí, že George měřil necelých dvacet stop, na tuto hodnotu však lze zaokrouhlit i číslo 19). Jedinec byl údajně tak vysoký, že se mu růžky zasekávaly do stropu žirafího přístřešku, a tak se musel pokaždé krčit.
Georgovým největším „protivníkem“ v boji o post nejvyšší žirafy je pravděpodobně samec Forest, který se však narodil až o padesát let později. Ten je vysoký 18 stop a osm palců, tedy přibližně 5,7 metru (palec odpovídá 1/12 stopy).